# Test di fissazione del complemento
Il test di fissazione del complemento (F.d.C.) è una reazione immunologica utilizzata nei laboratori di microbiologia che sfrutta la capacità del complemento (una serie di proteine presenti nel sangue dei mammiferi e dell'uomo) di attivarsi qualora vi sia una reazione immunologica.
In particolare, la formazione di un immunocomplesso prodotto tra un antigene e una immunoglobulina (IgG o IgM) attiva una cascata enzimatica che porta alla formazione di una proteina che lisa la cellula presentante l'antigene.
In laboratorio, questa proprietà è sfruttata per la ricerca di anticorpi nel sangue, attraverso l'utilizzo di due sistemi Ag-Ab: il primo sistema è composto da un antigene noto e un siero ignoto, nel quale si ricerca la presenza di anticorpi; il secondo sistema è costituito da globuli rossi, solitamente di montone e di un antisiero anti-globuli rossi di montone, chiamato "sistema emolitico". Il complemento oscillerà tra i due sistemi, aggredendo il primo o il secondo, in funzione della formazione di un immunocomplesso. 
Più precisamente, per eseguire il test bisogna innanzitutto rimuovere il complemento dal siero in esame attraverso una inattivazione termica (il complemento è un fattore labile che viene distrutto tramite trattamento termico alla temperatura di 58 °C per 30 minuti), successivamente, si mettono a reagire una certa quantità di siero (a varie diluizioni) con una quantità fissa di antigene; in seguito, si aggiunge una quantità standardizzata di complemento (2 unità) in ogni provetta o pozzetto di reazione, e si incuba la reazione a 37 °C per 30 minuti. Il complemento si fisserà al sistema Ag-Ab qualora nel siero vi siano presenti anticorpi specifici.
Nel caso in cui non vi sia specificità tra gli immunocompetenti in esame, il complemento rimarrà libero di legarsi al secondo sistema, aggiunto al termine della prima incubazione e costituito da sangue di montone e immunoglobuline anti-emazie di montone (chiamato in genere sistema emolitico), provocando la lisi dei globuli rossi e la liberazione di emoglobina. Se invece vi sarà stata la formazione di un immunocomplesso, esso lascerà libero il sistema emolitico di depositarsi interamente sul fondo della provetta o del pozzetto di una micropiastra, evidenziando una reazione positiva.

## Fonti
- Decreto legge del 2 luglio 1992 n. 453 concernente il piano nazionale per la eradicazione della brucellosi negli allevamenti ovini e caprini